# Игралом
Игралом је српска музичка група из Ниша. Представља се као хилбили-афро-фанк трио.

## Историја

### Почеци и основни подаци
Група Игралом основана је јуна 2015. у просторијама нишког клуба Фидбек, а првобитну поставу чинили су Димитрије Симовић (бас-гитара, вокал), Младен Марјановић (гитара, пратећи вокал) и Марко Томовић (бубањ). Трио нуди мешавину енергичне стране Американе и западноафричке музике. Једна од значајнијих одлика њиховог звука је и тзв. assouf — аутентични западноафрички начин свирања жичаних инструмената.
Група је након само месец дана постојања снимила демо EP са шест песама, а прву свирку одржала је у августу 2015. на фестивалу Нишвил.

### 2016—2018:Погрешна познанства
Игралом је већ у новембру 2015. снимио дебитантски албум Погрешна познанства. Албум је 6. маја 2016. издала етикета Рок свирке рекордс. У међувремену, овај нишки трио свирао је као подршка на првом београдском концерту белгијских рокера The Sore Losers, одржаном 16. марта 2016. у Дому омладине.
Лето 2017. донело је Игралому и прве наступе на Загребачком фестивалу пива и хварском Там Там фестивалу. Симовић се током те године преселио у Загреб, где је под алијасом Димитрије Димитријевић започео кантауторску каријеру.
У фебруару 2018. групу је напустио Марко Томовић, а дужности бубњара преузео је Дарко Урошевић.

### 2018—2023:Суноврат
Игралом је у јуну 2018. спотом за сингл Злато најавио други албум Суноврат. Најављени албум појавио се 17. септембра исте године и представљао је заједничко издање етикета Ammonite Records из Београда и Geenger Records из Загреба. Снимљен је у време док је Марко Томовић још био бубњар Игралома, а за продукцију је био задужен амерички музичар Крис Екман, најпознатији као члан групе The Walkabouts и суоснивач издавачке куће Glitterbeat Records. Пратећe вокалe су отпевали Јања Лончар, Дарко Радисављевић и Сара Ренар. Албум је наишао на веома позитиван пријем код критике, а поједини музички портали прогласили су га и најбољим дугосвирајућим издањем које је током 2018. објавио неки од извођача са простора некадашње СФРЈ.
До краја 2018. још једном је дошло до промене на месту бубњара — Дарка Урошевића је наследио Иван Цветковић Ивши.
Тројка је 2021. године учествовала у једној од епизода веб-серијала Balkanrock Sessions, који приређује музички портал Балканрок. Том приликом је уживо извела пет песама: Погрешна познанства, Чвор, Омотач, Злато и Вражји син. Цела епизода је премијерно приказана 4. октобра 2021, док је звучни запис наступа био доступан од 7. јануара 2022. године.

### 2023—данас:Премалим стварима
Група је трећи студијски албум Премалим стварима објавила 17. новембра 2023. за издавачку кућу Менарт. Гости на том издању били су Сара Ренар, Ведран Петернел и Теа Режек. Излазак албума пратио је спот за сингл Дан у животу.

## Чланови

### Садашњи
- Димитрије Симовић — бас-гитара, вокал
- Младен Марјановић — гитара, пратећи вокал
- Иван Цветковић Ивши [а] — бубањ, удараљке

### Бивши
- Марко Томовић — бубањ, удараљке
- Дарко Урошевић [б] — бубањ, удараљке

## Дискографија

### Студијски албуми
- Погрешна познанства (2016)
- Суноврат (2018)
- Премалим стварима (2023)

### издања
- (2021)